# Okuyama Kazusa
Okuyama Kazusa (奥山 かずさ Okuyama Kazusa, sinh ngày 10 tháng 3 năm 1994 tại Misawa, Aomori) là một nữ diễn viên và người mẫu người Nhật Bản hiện đang liên kết với Oscar Promotion và MOC Planning. Cô từng theo học tại Đại học giáo dục Miyagi.

## Danh sách phim

### Truyền hình
- Kaitou Sentai Lupinranger VS Keisatsu Sentai Patranger (TV Asahi, 2018), Tsukasa Myoujin/Patren 3gou[4][5][6][7]
- Da rapper bites and becomes a rapper (TV Asahi, 2019),  Rika Suzuki
- Kafka's Tokyo Despair Diary (MBS, 2019), Tsugumi Kuroyanagi
- Sedai Wars (MBS/TBS, 2020), Asami Tamagawa
- Police and Prosecutor (TV Asahi, 2020), Naoko Morioka
- TAT: Tokyo After Talk (WOWOW, 2020)
- K2: Dodgy Badge Brothers (TBS, 2020),  Misora Ishidate
- Equation To Erase The Teacher (TV Asahi, 2020), Machiko Yasuda
- Kamen Rider Revice (TV Asashi, 2022), Yamagiri Chigusa (tập 19-20)

### Điện ảnh
- Kaitou Sentai Lupinranger VS Keisatsu Sentai Patranger en Film (2018), Tsukasa Myoujin/Patren 3gou
- Lupinranger VS Patranger VS Kyuranger (2019), vai Tsukasa Myoujin/Patren 3gou
- Kishiryu Sentai Ryusoulger VS Lupinranger VS Patranger the Movie (2020), as Tsukasa Myoujin/Patren 3gou

## Tiểu sử
- 2014: Giải Nhì Grand Prix "Galcon 2014" của Weekly Young Jump[4]
- 2015: Sportsland SUGO Nữ hoàng cuộc đua SUGO 2015[4]
- 2016: Sportsland SUGO Nữ hoàng cuộc đua SUGO 2016 [4]
- 2017: Oscar Promotion "Thí sinh tuổi đôi mươi đẹp nhất" ở vòng bán kết[5][8][9][10][11]